# Xexéu
Xexéu is een gemeente in de Braziliaanse deelstaat Pernambuco. De gemeente telt 14.887 inwoners (schatting 2009).

## Aangrenzende gemeenten
De gemeente grenst aan Palmares, Maraial en Água Preta.

## Verkeer en vervoer
De plaats ligt aan de noord-zuidlopende weg BR-101 tussen Touros en São José do Norte.